# Jacob Jan Cremer

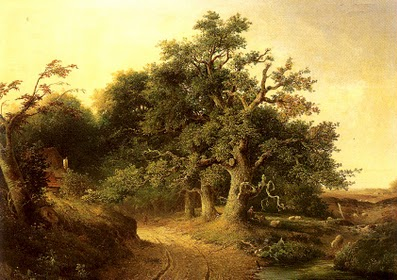
De Wodanseiken bij Wolfheze, 1849, Museum Arnhem.

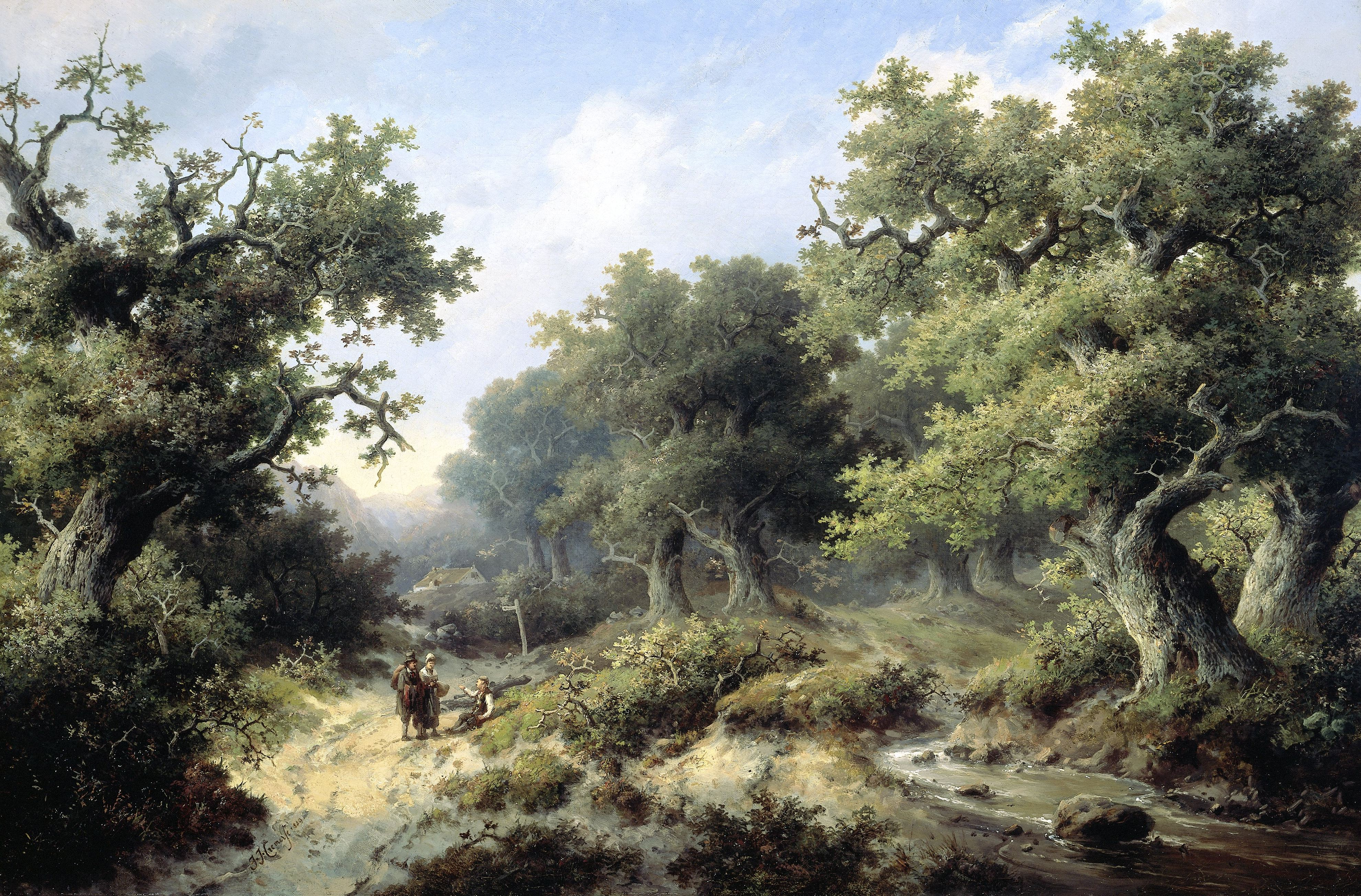
Gelders boslandschap, 1849, Rijksmuseum Amsterdam.

Jacobus Jan Cremer (Arnhem, 1 september 1827 – Den Haag, 5 juni 1880), auteursnaam Jacob Jan Cremer of J.J. Cremer, was een Nederlandse schrijver, voordrachtskunstenaar en kunstschilder.

## Biografie

### Vroege jaren
Zijn ouders waren de in de tabakshandel rijk geworden koopman Alexander Cremer en Louisa Nagel. Hij groeide op als tweede van vijf kinderen in een groot huis (het niet meer bestaande 'Cremershuis') aan het Velperplein in Arnhem. Niet ver van die stad, bij Driel in de Over-Betuwe, bezat de familie de (inmiddels verdwenen) buitenplaats 'De Oldenhof', zodat hij daar kennismaakte met het leven op het land. Hij had meer belangstelling voor kunst en toneel dan voor de lessen op de Oosterbeekse kostschool 'Het Hemeldal' waar hij van zijn tiende tot zijn vijftiende jaar vertoefde. Ook een daarna aangestelde huisleraar kon daaraan niets veranderen.
Zijn ouders besloten daarom toe te geven en hem een kunstopleiding te laten volgen. Hij werd eerst door Frederik Hendrik Hendriks te Oosterbeek opgeleid tot kunstschilder en daarna studeerde hij nog een jaar aan de Haagsche Teekenacademie. Op 19 mei 1852 trouwde hij met Johanette Louise Brouerius van Nidek (1826-1892). Zij woonden vijf jaar in Loenen aan de Vecht en vanaf 1857 in Den Haag aan de Noord-West-Binnensingel. Later verhuisden ze naar de 2e Van den Boschstraat in het Bezuidenhout. Geen van beide huizen bestaat nu nog. Het echtpaar kreeg drie dochters en een zoon. Een van de dochters en de zoon overleden nog voor hun eerste verjaardag. De andere dochters Jeanette en Louise werden hoogbejaard en stierven beiden in 1945.

### Schilder en schrijver
Al spoedig bleek dat zijn talent meer trok naar de letterkunde dan naar de schilderkunst. "Inkt vloeit beter dan verw", schreef hij in 1856 in een brief aan Johannes Bosboom. Toch is hij altijd blijven schilderen - vooral Gelderse landschappen in romantische stijl - en nam hij tot 1865 deel aan exposities. Schilderijen van hem bevinden zich in de collecties van het Rijksmuseum Amsterdam (Gelders boslandschap, 1849), het Museum Arnhem (De Wodanseiken bij Wolfheze, 1849), het Literatuurmuseum in Den Haag (Duinlandschap, 1878) en in particulier bezit.
Al voor zijn huwelijk was hij begonnen romans en novellen te schrijven. Zijn Betuwsche novellen en vooral de Over-Betuwsche novellen in de streektaal van de Betuwe werden bestsellers. Zij spelen zich af in en om het dorp Driel, waar hij de zomers van zijn jeugd had doorgebracht. Latere vertellingen zijn veelal gesitueerd in Den Haag en Scheveningen.
Hij schreef ook poëzie en had een bijzondere belangstelling voor toneel. Van zijn toneelstukken was Emma Berthold in 1865 het openingsstuk van de nieuwe Arnhemse schouwburg. Het is ook het stuk waarin Esther de Boer-van Rijk in 1873 haar debuut als professioneel actrice maakte. Een andere titel is Boer en edelman. Verder verschenen van zijn hand een (mislukte) historische roman De lelie van 's-Gravenhage en een psychologische roman Dokter Helmond en zijn vrouw. Hij was redactielid van het literair tijdschrift De Tijdstroom, vanaf 1860 van De Nederlandsche Spectator.
Zijn sociale bewogenheid was groot: in veel van zijn werk gaf hij uiting aan zijn mededogen met de minderbedeelde medemens, zoals in de romans Anna Rooze, Hanna de Freule en Tooneelspelers. Ook in brochures en pamfletten, soms onder het pseudoniem 'Jan Stukadoor', reageerde hij op sociale misstanden.

### Fabriekskinderen

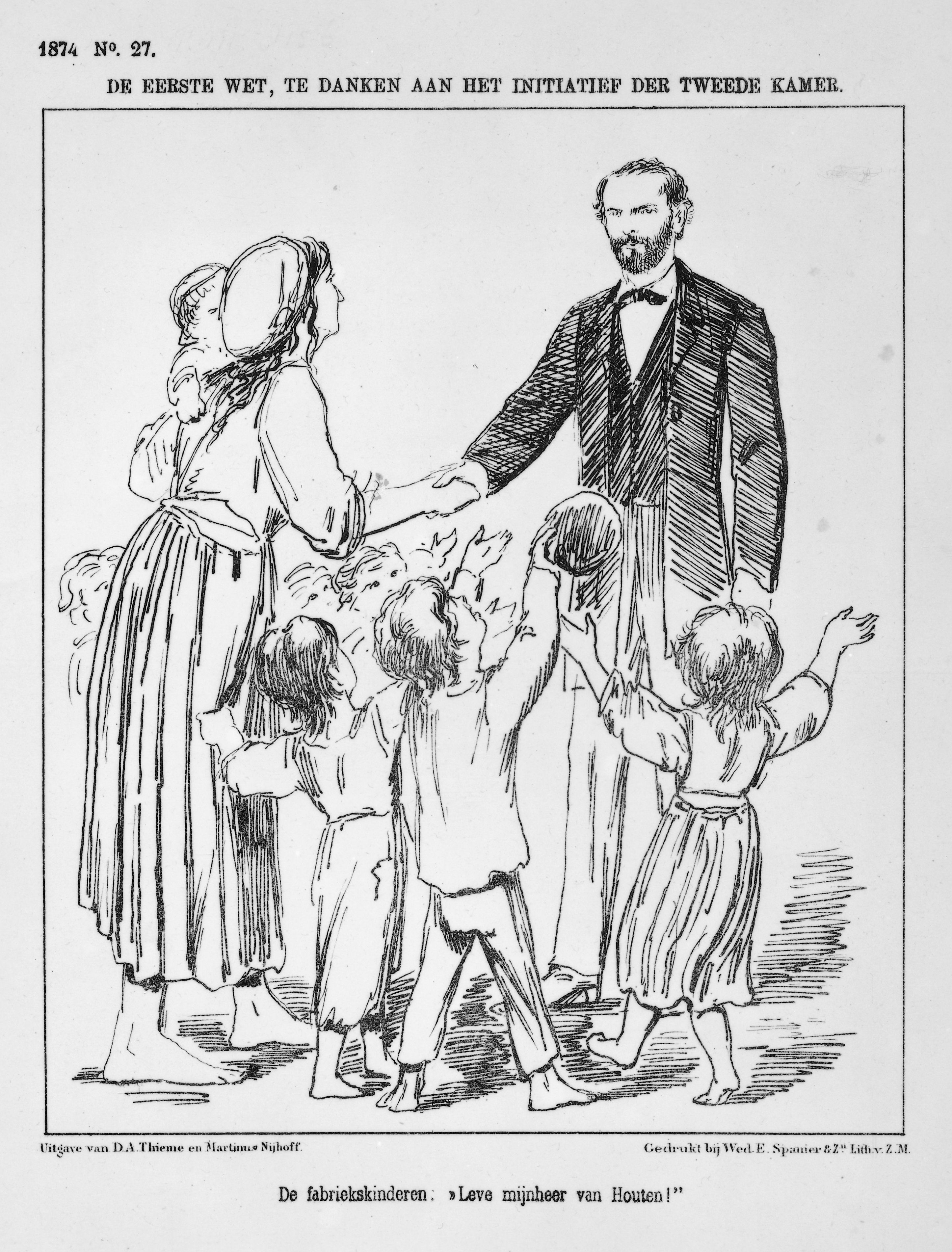
De fabriekskinderen: "Leve meneer Van Houten!" (tek. Elias Spanier, 1874).
Samuel van Houten kreeg de eer, maar zijn kinderwetje was zonder het ageren van J.J. Cremer waarschijnlijk niet tot stand gekomen.

Zeer bekend werd Cremer door zijn protest tegen kinderarbeid. In 1863 hield hij een voordracht, uitgegeven als novelle, over Leidse fabriekskinderen die in de textielindustrie tien tot vijftien uren per dag moesten werken. Hij beschreef in beeldende bewoordingen hoe schrijnend de werkomstandigheden waren. Hij sloot af - naar het voorbeeld van Multatuli's Max Havelaar - met een oproep aan koning Willem III:
"Doorluchtige Vorst! Edele en Grootmagtige wetgevers in den Staat! Ziet: aan uwe en mijne kleederen, waaraan de handjes dier kleinen werkten, kleven droppelen bloeds; ja de droppelen bloeds der arme in Nederland vermoorde fabriekskinderen".
De novelle, met de titel Fabriekskinderen. Een bede, doch niet om geld, droeg hij voor in het gehele land om aandacht te vragen voor deze kwestie. Zij gaf aanleiding tot wetgeving waarin de ergste excessen werden bestreden. Ook zijn persoonlijke bemoeienissen hebben een belangrijke invloed gehad bij de besluitvorming om kinderarbeid af te schaffen. Het ging hem veel te traag en in 1870 publiceerde Het Vaderland Een woord aan zijne landgenooten met een oproep om de regering met adressen te bestoken. Toen hij zich gesteund wist door het succes van die actie, liet hij een Openbare Brief aan Zijne Excellentie den Minister van Binnenlandsche Zaken volgen, waarin hij nog eens de overheid opriep in te grijpen. In 1874 kwam uiteindelijk het Kinderwetje van Van Houten tot stand, waarbij het verboden werd kinderen onder de twaalf jaar in fabrieken te laten werken. In de praktijk werd de wet slecht gehandhaafd en werd fabrieksarbeid van kinderen pas twintig jaar na Cremers dood effectief uitgebannen bij de invoering van de in 1900 aangenomen Leerplichtwet.

### Waardering en kritiek
Als schrijver en voordrachtskunstenaar was Cremer, die beschikte over zakeninstinct en goed wist hoeveel hij waard was, de eerste auteur in Nederland die volledig van zijn werk kon leven. Hij trok veel publiek als hij met zijn toneeltalent zijn novellen declameerde bij literaire optredens, bijvoorbeeld bij het Haagse genootschap 'Oefening kweekt kennis' waarvan hij lid was. Nicolaas Beets rijmde over zijn voordrachtskunst:
"Wie Cremer leest, kent slechts zijn twintigst deel,
alleen wie Cremer hoort, kent hem geheel".
Vaak schonk hij het honorarium aan goede doelen. Zijn gezondheid was precair doordat hij leed aan een leverkwaal. Daarom leidde hij een enigszins teruggetrokken leven. Ondanks zijn sociale bewogenheid stond hij bekend als een afstandelijke persoonlijkheid, die door zijn afkomst uit een welgestelde familie niet echt in contact stond met de arbeidersklasse die hij zo vurig verdedigde.
De literaire kritiek was minder enthousiast over Cremers werk dan het lezend en luisterend publiek. Conrad Busken Huet hekelde het altijd aanwezige "zedekundig of godsdienstig bijoogmerk" in zijn dorpsvertellingen:
"Hij is kunstenaar, doch tevens moralist, vooral zendeling; zendeling en evangeliedienaar op eigen hand. (...) In al de fraaisten zijner betuwsche novellen wordt een beroep op het geweten der lezers gedaan, meer dan op hun schoonheidszin. Wanneer Cremer ergens 'leest', dan verschilt de soort van genot, die hij zijne hoorders en hoorderessen verschaft, weinig van de aandoeningen die eene populaire christelijke leerrede opwekt".
Busken Huet onderwierp ook het toneelstuk Emma Berthold (dat hij gelezen maar niet gezien had) en de roman Dokter Helmond en zijn vrouw aan een kritische analyse. Hoewel hij de karakters in laatstgenoemd boek iets minder clichématig vond dan in het eerste, luidde zijn oordeel "dat de heer Cremer een auteur is met banketbakkersgaven":
Hij blaakt voor al wat goed en edel is, doch discht dit goede en edele in zulke zoete vormen op, doet er zoo veel suiker, zoo veel vanille, zoo veel oranjebloesemwater bij, dat het eer naar minder dan naar meer smaakt. Men zou zeggen: eene te groote portie roomtaart".
Ondanks de scherpe pen van de vooraanstaande en invloedrijke criticus Busken Huet bleef Cremer een veelgelezen auteur. Zijn werk was tot 1939 in 50-cents-edities van A.W. Sijthoff's Uitgeversmaatschappij in de boekhandel verkrijgbaar. Na de Tweede Wereldoorlog raakte hij in de vergetelheid, maar in 2010 werd hij in het Nederlands Letterkundig Museum (sinds 2016 Literatuurmuseum) opgenomen in Het Pantheon, de permanente tentoonstelling die beoogt alle hoogtepunten uit de Nederlandse literatuur bijeen te brengen.

### Einde
In zijn laatste jaren was Cremer bezig met de redactie van zijn verzameld werk, dat onder de titel Romantische werken zou verschijnen bij de Leidse uitgever P. van Santen. Deze overleed echter al snel, zodat de uitgave werd overgenomen door D. Noothoven van Goor.
Ook de schrijver zelf heeft de voltooiing van de veertien delen tellende boekenreeks niet mogen meemaken. Jacob Jan Cremer stierf op 52-jarige leeftijd in Den Haag. Hij werd begraven op de Algemene Begraafplaats Kerkhoflaan. Het graf is daar niet meer aanwezig. Bij de Belvédère in de Scheveningse Bosjes staat sinds 1881 ter herinnering de door Hugo Pieter Vogel ontworpen 'Cremerbank' (in de Tweede Wereldoorlog afgebroken door de Duitsers omdat het omringende gebied toen aangewezen was als sperrgebiet, in 1954 herplaatst). Amsterdam kent sinds 1912 een J.J. Cremerplein en J.J. Cremerstraat en Arnhem een Jacob Cremerstraat. Ook Utrecht en Tiel hebben een straat die naar Cremer is genoemd.

## Werkenlijst
- De lelie van 's-Gravenhage[a] (1851)
- Een winternacht[b] (1854)
- Betuwsche novellen[c] (1856)
- Daniël Sils[d] (1856)
- De vriend van den huize[e] (1857)
- Overbetuwsche novellen[f] (1857)
- Een reisgezelschap[g][h] 2 dln. (1858)
- Vier novellen[i] (J.J. Cremer en Gerard Keller) (1858). Bevat: I: De predikants-dochter / J.J. Cremer. II: Uit onze dagen / G. Keller. III: Een winternacht / J.J. Cremer. IV: Proza en poëzij / G. Keller
- Arme Samuël, een verhaal[j] (1860)
- Sinte-Klaas, Oud- en Nieuwjaar. Vier vertellingen[k] (1860). Bevat: 1. Een winter-avond. 2. Mijn oude Jacob. 3. Een oudejaars-avond. 4. Toonen in den nieuwjaarsmorgen
- Portretten. Kees Springer in en buiten de kerk[l] (1861)
- De reus van Antwerpen. Herinnering aan de kunstfeesten in augustus 1861[m] (ca. 1861)
- Wouter Linge. Novelle[n] (1861)
- De koffie-vrouw. Een beeld voor 't volk[o] (1861)
- Op den zolder. Eene schets[p] (1861)
- Twee novelletten[q] (1862). Bevat: 1. Achter de schermen. 2. Een dansles op Meydervoort
- Uit het leven. Beelden en schetsen[r] (1862). Bevat: Driemaal gezien, herinneringen van Fidelius ; Wat vader Harmen vertelt ; Naar omhoog ; Wat ik hoorde en zag in den spoorwagen en binnen de wachtkamer ; Zes schetsen in ééne lijst
- Een Betuwsch klaverblad. Gedichtjes van J.J. Cremer[s] (1863)
- Fabriekskinderen. Een bede, doch niet om geld[t] (1863)
- Stad en dorp. Vertellingen[u] (1864)
- Distels in 't weiland. Over-Betuwsche vertellingen[v] (1865). Bevat: 1. Grietje op 't hönings-arf. 2. 't Kriekende kriekske. 3. 't Paauwenveerke. 4. Op de Kniehorst. 5. Bruur Joapik. 6. 't Blinkende haantje. 6. Oan 't kleine revierke
- Frederik Hendrik Hendriks. De schilder van Wolfhezen[w] (1865)
- Het oude en het nieuwe orgel. Een studie[x] (1865)
- Overbetuwsche novellen[y] (1866). Bevat: Oan 't kleine revierke ; Kruuzemuntje ; Van binnen en van buuten
- Nieuwe Over-Betuwsche vertellingen[z] (1867)
- Anna Rooze[aa][ab][ac] (3 delen) (1868)
- Thijs de smid[ad] (1869)
- Kruuzemuntje en andere vertellingen[ae] (1870). Bevat: 1. Kruuzemuntje. 2. Het jawoord. 3. Van binnen en van buuten. 4. Op den zolder
- In de Betuwe. Licht en schaduw[af] (1870)
- Overbetuwsche novellen en vertellingen[ag] (1870)
- Dokter Helmond en zijn vrouw[ah][ai] (1870)
- Emma Berthold. Toneelspel in vijf bedrijven en zeven afdeelingen[aj] (1870)
- Brief aan alle Nederlandsche Werklieden, leden en geen leden van de Internationale[ak] (1871). Onder het pseudoniem 'Jan Stukadoor'
- De oorlog een noodzakelijk kwaad? Schetsen[al] (1871)
- Een reisgezelschap. Novellen[am] (1872)
- Hanna de Freule[an] (1873)
- Novellen en vertellingen[ao][ap][aq] (1873-1874)
- Boer en edelman. Tooneelspel in vijf bedrijven en zeven afdeelingen[ar] (1874)
- Gedichtjes[as] (1874)
- Tooneelspelers[at][au][av] (1876)
- Titulair. Klucht of geen klucht in één bedrijf en 2 afdeelingen[aw] (1876)
- 'T reuske van 't darp. Overbetuwsche vertelling[ax] (1877)
- Japik en Pleuntje. Een schets uit de duinen en aan zee[ay] (1877)
- Grietje op 't Hönings-arf. Ter voordracht gewijzigd[az] (1879)

Zijn letterkundig werk is verzameld in de Romantische werken. Deel I - XIV, uitg. D. Noothoven van Goor, Leiden, 1877-1881.